# مؤسسة محمد بن راشد آل مكتوم للمعرفة
مؤسسة محمد بن راشد آل مكتوم للمعرفة هي إحدى المبارات التي تعنى بقضايا التنمية ودعم القواعد المعرفية ودعم نشاطات البحث والتطوير والنشر والترجمة، أطلقت في مايو 2007 بمبادرة شخصية من الشيخ محمد بن راشد آل مكتوم نائب رئيس دولة الإمارات، رئيس مجلس الوزراء حاكم دبي. أعيدت هيكلة الإدارة في الذكرى السادسة لتأسيسها تحديداً في مايو 2013.
أطلقت المؤسسة العديد من المبادرات التي تهدف إلى تعزيز مكانة دبي ودولة الإمارات العربية المتحدة على الخارطة المعرفية من خلال إطلاق الجوائز العالمية في مجالات المعرفة والعلوم وإعداد وصقل جيل الشباب.
وفي مطلع عام 2017 أصدر الشيخ محمد بن راشد آل مكتوم مرسوماً جديداً أصبحت بموجبه «مؤسسة محمد بن راشد آل مكتوم» مؤسسة معرفية تحت مسمى «مؤسسة محمد بن راشد آل مكتوم للمعرفة» بهدف جعلها منارة للمعرفة على المستوى العالمي.

## الرؤية والرسالة
توفير الفرص للشباب العربي وإعدادهم لقيادة منطقتهم إلى الاقتصاد القائم على المعرفة عبر قيام المؤسسة بتشجيع ريادة الأعمال، والبحث والابتكار، وتعزيز فرص الحصول على التعليم الجيد، والتطوير المهني النوعي، ودعم إنتاج واكتساب ونشر مصادر المعرفة باللغة العربية.

## أهدافها
- تحفيز ريادة الأعمال من خلال دعم برامج الابتكار والبحث والتطوير.
- تطوير رأس المال البشري من خلال دعم التعليم والتطوير المهني النوعي.
- تعزيز وتطوير برامج إنتاج واكتساب المعرفة باللغة العربية.

## برامج قطاع إنتاج المعرفة

### برنامج اكتب
يهدف برنامج اكتب إلى توفير التشجيع المعنوي، والدعم المادي، للشباب المبدع والطموح إلى دخول عالم الكتابة والتأليف في مجالات شتّى. ويوفر البرنامج فرصاً مفتوحة للجيل الجديد من الكتّاب كي يطلقوا طاقاتهم الفكرية الكامنة، ويواصلوا السير على طريق الكتابة والتأليف؛ للمساهمة في إرساء قواعد النهضة الثقافية الشاملة. ويعدّ البرنامج رافداً مهماً في سياق مسعى المؤسسة لإرساء دعائم مجتمع المعرفة.

### برنامج ترجم
يهدف برنامج ترجم إلى إثراء المكتبة العربية بأفضل ما قدّمه الفكر العالمي من أعمال في مجالات شتّى، عبر ترجمة تلك الأعمال إلى العربية. ويسعى البرنامج أيضاً إلى إظهار الوجه الحضاري للأمة، عبر ترجمة أبرز الإبداعات العربية إلى لغات العالم. ويركز البرنامج في مرحلة العمل الراهنة على الكتب التي تدعم التنمية المستدامة في الوطن العربي، ولذا، فإن كتب الإدارة تأتي في المقام الأول، ثم تتلوها المجالات الأخرى.
من خلال برنامج ترجم، تسعى المؤسسة إلى توفير زخم جديد لحركة الترجمة، يرتقي بها كمّاً ونوعاً، ويجعلها رافداً حيوياً للتنمية المعرفية والإنسانية في الوطن العربي، وجسراً للتفاعل مع الثقافات الأخرى، وقناة للوصول إلى المصادر الأصيلة للمعرفة.

### برنامج ترجمان
يهدف برنامج ترجمان إلى الارتقاء بمستويات الترجمة في الوطن العربي، عبر إعداد المترجمين وتدريبهم لتحسين أدائهم وإنتاجهم. ومن خلال هذا البرنامج، توفر المؤسسة إمكانية الحصول على دورات تدريبية أو شهادات عليا للمترجمين العرب، لتمكينهم من تقديم ترجمات ترقى إلى مستوى التوقعات من حيث الكم والنوع.

### برنامج المترجم المعتمد
يهدف برنامج المترجم المعتمد، إلى تحسين مستوى وجودة الكتب والمعارف المترجمة في مجالي الإدارة والأعمال، عبر تأهيل المترجمين وتدريبهم على استخدام التقنيات الحديثة، وذلك في دورات مكثفة مدتها ستة أسابيع. وتتولى المؤسسة تغطية كامل نفقات الدورة التي يحصل المتدربون في نهايتها على شهادة مترجم معتمد.

### برنامج دبي الدولي للكتابة
هو برنامج أطلق في 2013، بهدف تشجيع المواهب الشابة في الكتابة الأدبية، والعلمية والبحثية. يشمل البرنامج 4 مسارات، الكتابة، مسابقة قصتي، للترجمة، خطط تبادل الكتاب.

#### الكتابة
خلال مسار الكتابة يتقدم الموهوبون بأعمالهم للجنة من الخبراء تعمل على تقييم الأعمال وفقًا للموهبة والمهارة اللغوية. وعند اجتياز مرحلة التقديم ينضم الشباب الكتاب إلى ورش تدريبية في كل حقل من حقول الكتابة، وذلك تحت إشراف مدربين عرب وعالميين. وبعد الانتهاء من البرنامج تنشر المؤسسة الأعمال المرشحة بالتعاون مع دور نشر محلية وخارجية.

#### برنامج قصتي
هو برنامج للناشئة، تتعاون فيه المؤسسة مع وزارة التربية والتعليم لتوجيه الاهتمام نحو الحكاية الشعبية، بغية حفظ التراث الشفوي وترسيخ الموروث الشعبي، والارتقاء باللغة وتعزيز القيم الثقافية.

#### الترجمة
يأهل البرنامج مترجمين محترفين عبر ورش تدريبية متخصصة في الترجمة، وبإتمام البرنامج تنشر المؤسسة الكتب المترجمة للمشاركين من المواهب الشابة.

#### تبادل الكتاب
هو برنامج يقوم على تبادل إقامة كتاب شباب في الإمارات مع نظرائهم في دول أخرى، بالتعاون مع مؤسسات عالمية. يعقد البرنامج مدة شهر، ويكتب خلاله الكتاب الشباب تجاربهم في سياق أدبي، لتترجم وتنشر بعد انتهاءه إلى العربية والإنجليزية ولغات الطلاب المشاركين في البرنامج من دول أخرى.

### مكتبةُ العرب
تندرج بوابة «مكتبة العرب» ضمن إستراتيجية النشر الإلكتروني التي تتبعها مؤسسة محمد بن راشد آل مكتوم، وتعد البوابة بمثابة مكتبة إلكترونية ضخمة تضم كتباً وأعمالاً شعرية وسيراً ذاتية ودوريات ومقالات ستكون متاحة بشكل سهل أمام المتصفح العربي كي ينهل منها ما يريد من المعرفة. وتأتي هذه المبادرة كمتطلب حتمي لتُلبي احتياجات الباحثين العرب من خلال توفير مصادر يسهل الوصول إليها. بالإضافة إلى ذلك فإن مكتبة العرب تأتي كمساهمة لإثراء المحتوى العربي من حيث الكيف والكم، حيث يسعى الموقع للإحاطة بأكبر محتوى عربي على الشبكة الإلكترونية.

### موسوعة الشعر العربي
موقع إلكتروني يضم أكبر موسوعة للشعر العربي، تحتوي على أكثر من ثلاثة ملايين وخمسمائة ألف بيت شعر لما يزيد عن ثلاثة آلاف شاعر من العصر الجاهلي وحتى العصر الحديث. كما تضم 591 كتابًا أدبيًا، وأربعة معاجم شعرية، و26 تسجيلاً صوتيًا لقصائد شعرية، فيما يصل عدد صفحات الموسوعة لحوالي 676 ألف صفحة، وتستعرض الموسوعة السير الذاتية والأعمال الشعرية لأكثر من 3 آلاف شاعر.

## برامج تنمية رأس المال البشري

### برنامج البعثات الدراسية
يهدف برنامج محمد بن راشد آل مكتوم للبعثات، إلى استثمار وتطوير الإمكانات الواعدة للطلاب المتميزين في الوطن العربي، عبر ابتعاثهم للحصول على شهادة الماجستير في إدارة الأعمال، والإدارة العامة، والسياسة العامة، والمالية، من أرقى الجامعات الإقليمية والعالمية، كي يعودوا للمساهمة في جهود التنمية في الوطن العربي.
ويوفر البرنامج منحاً دراسية للمرشحين المؤهلين، ممن يتمتعون بالقدرات القيادية، ولديهم التزام راسخ تجاه مستقبل التنمية الاقتصادية والاجتماعية والبشرية في الوطن العربي. ويغطي البرنامج كافة التكاليف المالية المتعلقة برسوم الدراسة، والخدمات الجامعية، والكتب، والسكن، والمصروف الشهري، وتذكرة سفر سنوية للدارس طوال فترة الابتعاث.

### برنامج تدريب المعلمين العرب
يهدف برنامج تدريب المعلمين العرب إلى توفير التأهيل المهني الاحترافي لصنّاع الأجيال في الوطن العربي، بحيث يتدربون على كيفية استخدام التقنيات الحديثة في العملية التعليمية.
ويتم تنفيذ هذا البرنامج من خلال شراكة مدتها أربع سنوات بين مؤسسة محمد بن راشد آل مكتوم وشركة إنتل العالمية؛ بغرض التوسع في تطبيق برنامج إنتل لتدريب المعلمين (Intel® Teach) في الوطن العربي. ويستهدف البرنامج تدريب 501 ألف معلّم في عام 2008، ليصل العدد الإجمالي للمعلمين المستفيدين من البرنامج إلى مليوني معلّم بحلول 2011.
وتشمل قائمة المستفيدين من هذا البرنامج المعلّمين والمحاضرين ومديري المدارس في الدول العربية. ويحصل المستفيدون على فرصة الوصول إلى مناهج التدريب الاحترافي، والمقررات، ونماذج الخطط المتطورة، وغير ذلك من المصادر المعلوماتية التي تعزز مهارات التعليم والتعلّم وفق أرقى المعايير المطبقة عالمياً.

## برامج قطاع ريادة الأعمال

### برنامج سواعد
يهدف برنامج سواعد إلى استثمار وتطوير ودعم الإمكانات الواعدة لرواد الأعمال المتميزين في الوطن العربي، عبر توفير منح مالية للمشروعات التي تسهم في تعزيز التنمية في الوطن العربي.

### شبكة حاضنات الأعمال العربية
تهدف شبكة حاضنات الأعمال العربية إلى تطوير ودعم حاضنات الأعمال في الوطن العربي، من خلال دعم تنمية مهارات روّاد الأعمال، وتعزيز تبادلهم للمعرفة والتعليم حول المواضيع ذات الصلة، ومد جسور العلاقة بين رواد الأعمال والأطراف الممولة في المنطقة، لإثراء فرص العمل في الوطن العربي.
أهداف شبكة حاضنات الأعمال العربية
· دعم مراكز حاضنات الأعمال الموجودة في الوطن العربي وذلك من خلال تعزيز شبكة روّاد أعمال إقليمية
·إنشاء مراكز حاضنات أعمال جديدة في الجامعات
·تشجيع نشاطات ريادة الأعمال من خلال الحث على الابتكار ودعم تنمية الشركات الجديدة، وتحقيق الأهداف طويلة الأجل التالية:
o نمو قطاع المؤسسات الصغيرة ومتوسطة الحجم الإقليمية
o تخفيض نسبة البطالة إقليمياً
·تشارك أفضل الممارسات بين شبكة حاضنات الأعمال، من خلال إقامة لقاء/منتدى سنوي يشكل فرصة للقاء حاضنات الأعمال ولمشاركة أفضل الممارسات والأفكار

### مركز محمد بن راشد آل مكتوم لريادة الأعمال والإبداع في الجامعة الأمريكية في بيروت
«مركز محمد بن راشد آل مكتوم لريادة الأعمال والإبداع» مبادرة أطلقتها مؤسسة محمد بن راشد آل مكتوم بالتعاون مع كلية سليمان العليان لإدارة الأعمال في الجامعة الأمريكية في بيروت في العاشر من يوليو 2008 بوقف قدره 18.3 مليون درهم (نحو 5 ملايين دولار أمريكي) بهدف إعداد وتشجيع وتوفير الدراسات والأبحاث المتعلقة بقطاع ريادة الأعمال في العالم العربي.

### دراسة «صاحب العمل الأمثل في الشرق الأوسط 2009»
تهدف دراسة «صاحب العمل الأمثل في الشرق الأوسط» التي تجريها شركة هيويت أسوشياتس بالتعاون مع مؤسسة محمد بن راشد آل مكتوم إلى تقصي أفضل ممارسات أصحاب العمل في مجال استقطاب المواهب، وتعزيز انتمائها لبيئة العمل، كما تسعى إلى تكريم الشركات الرائدة في الشرق الأوسط والتي تتميز بتوفير البيئة المثالية للعاملين بها. وقد صممت هذه الدراسة البحثية حول الموظفين لتكون الأوسع من نوعها في الشرق الأوسط.

### برنامج فيليبس للابتكار
يهدف البرنامج إلى تمكين المشاركين من الوصول إلى التسهيلات التقنية المتطورة، وبالتالي الارتقاء بالمفاهيم الابتكارية في الوطن العربي، وتعزيز الابتكار وريادة الأعمال في الوطن العربي، وتحفيز المواهب المحلية ورواد العمل العرب الشباب على تطوير مفاهيم متينة لشركاتهم بدعم من الابتكارات التقنية المتقدمة، ومساعدة رواد الأعمال المحليين وتوجيههم وتدريبهم بحيث يتمكنون من تطوير أفكارهم وتحويلها إلى مقترحات مهنية عالية الجودة وإلى منتجات تلقى الاستحسان تجارياً في الوطن العرب، وتطوير دراسات للشركات داخل منشآت فيلبس للبحث والتطوير وحاضنات الأعمال

## كتاب في دقائق
مبادرة تقوم على ترجمة كتب ذات اثر كبير بعد ترجمتها ويتم شهريا نشر ثلاث كتب حيث يتم تلخيص الكتب انطلقت في أكتوبر 2013.

## مبادرة بالعربي
هي مبادرة شبابية من أفكار مجموعة من الشباب وطلاب الجامعات في دولة الإمارات تقدموا بها إلى مؤسسة محمد بن راشد آل مكتوم التي سارعت لتبني الفكرة وتطويرها مع هؤلاء الشباب انطلاقاً من أهدافها الرامية إلى توفير الفرص للشباب العربي وإعدادهم لقيادة منطقتهم إلى الاقتصاد القائم على المعرفة.
وفي عام 2024 نالت مبادرة «بالعربي»، ، جائزة مجمع الملك سلمان العالمي للغة العربية في دورتها الثالثة، عن فئة فرع نشر الوعي اللغوي وإبداع المبادرات المجتمعية، تقديراً لما حققته «بالعربي» من تشجيع لحضور اللغة  العربية ، عبر حث الفئات الشابة على  استخدام اللغة العربية على منصات التواصل الاجتماعي و إنتاج محتوى إبداعي يبرز جمالية اللغة العربية

## مركز المعرفة الرقمي
منصة معرفية رائدة تنتج وتجمع وتنظِّم المحتوى المعلوماتي الرقمي والمعرفي لأهم دور النشر العربية، ويتضمَّن أوَّلَ محرَّك بحث خاص بالمحتوى الرقمي العربي، متميز بأسلوب  تصنيف متوافق مع المعايير العالمية مما  يسهِّل عملية الوصول للمعلومة، ويتضمن  "مركز المعرفة الرقمي" 3.5 ملايين مادة رقمية تغطي جميع جوانب المعرفة الموثقة بما فيها الكتب والدوريات العربية والأجنبية والمعاجم والتراجم والسير الذاتية، إلى جانب الصور والخرائط، وكذلك الكتب الصادرة عن برنامج دبي الدولي للكتابة، وقنديل للطباعة والنشر.

## مبادرة «استراحة معرفة»
استراحة معرفة هي مبادرة تستهدف كافة فئات المجتمع من مختلف الأعمار والأطياف للمشاركة في لقاءات وجلسات لنقل ومشاركة معارف عدد من المختصين في مختلف المجالات بالإضافة  للمشاركة في قراءة  الكتب ومناقشتها والتواصل مع مؤلفيها ولتعزيز  ثقافة القراءة ودمجها في الحياة اليومية.

## متحف نوبل
تم افتتاح متحف نوبل في دبي عام 2015 وقد عقدت مؤسسة محمد بن راشد للمعرفة اتفاقية شراكة لمدة 10 سنوات مع مؤسسة نوبل العالمية، تقضي هذه الاتفاقية الى إقامة متحف نوبل في مختلف مدن الإمارات بشكل دوري، بهدف التوعية بأهمية الجائزة ونشر  مفاهيم الإبداع والابتكار في المجتمعات العربية،

شعار قمة المعرفة

## قمَّة المعرفة
مؤتمر عالمي سنوي لتعزيز المعرفة والابتكار.، تنظمه مؤسَّسة محمد بن راشد آل مكتوم للمعرفة، يقام في مركز دبي التجاري العالمي في  دبي ،  وتهتم قمة المعرفة بالمبادرات التي تساهم في نشر المعرفة ، وتعتبر منصة  لمناقشة أفضل الحلول والممارسات لمواجهة التحديات العالمية وتحقيق مستقبل أفضل،، إضافة إلى مناقشة  آليات تعزيز النمو الاقتصادي وتحفيز التغيير الاجتماعي، والابتكارات البيئية في خدمة المستقبل المستدام،  .

## قنديل للطباعة والنشر
تأسست مؤسسة  قنديل للطباعة والنشر والتوزيع عام 2014 وتهدف  إلى نشر العديد من الكتب التي تغطي مجموعة واسعة من المجالات مثل المعرفة والتنمية وإدارة الأعمال، والإبداع  والتكنولوجيا، وعلم النفس والاجتماع وتطوير الذات، واللغة والأدب والتاريخ، حيث أصدرت خلال فترة وجيزة ما يربو على 400 عنوان ورقي وإلكتروني

شعار جائزة محمد بن راشد للمعرفة

## جائزة محمد بن راشد للمعرفة
في  عام 2015 أصدر الشيخ محمد بن راشد آل مكتوم مرسوماً بإنشاء جائزة محمد بن راشد آل مكتوم للمعرفة، حيث يتم منحها  سنويّاً  لشخصيات ومؤسسات عالمية لها إسهامات فاعلة في مجال إنتاج ونشر المعرفة. وتبلغ قيمة الجائزة مليون دولار أمريكي وتمنح الجائزة  ضمن فعاليات قمَّة المعرفة

## مبادرة عائلتي تقرأ
تقوم  المبادرة على تخصيص حزم معرفية تضم باقة من الكتب الهامة ، وترجمتها إلى اللغة العربية؛ ليتم تجميعها في حزمة واحدة تحوي 20 كتاباً متنوع الموضوعات ويتم توزيعها على الأسر بهدف  نشر وتعزيز ثقافة القراءة وتحسين مستويات المعرفة  وقد بلغ عدد الجهات الحكومية والخاصة التي انضمت إلى هذه المبادرة أكثر من 35 جهة وبلغ عدد المستفيدين من المبادرة 50 ألف أسرة إماراتية.

## وصلات خارجية
- الموقع الرسمي لمؤسسة محمد بن راشد آل مكتوم
- موقع صاحب السمو الشيخ محمد بن راشد آل مكتوم
- الموقع الرسمي لمركز المعرفة الرقمي
- جولة افتراضية في متحف نوبل 2019
- الموقع الرسمي لمؤسسة  قنديل للطباعة والنشر والتوزيع
- الموقع الرسمي لجائزة مجمد بن راشد للمعرفة